# Proconobola nodosula
Proconobola nodosula är en insektsart som först beskrevs av Melichar 1924.  Proconobola nodosula ingår i släktet Proconobola och familjen dvärgstritar.
Artens utbredningsområde är Bolivia. Inga underarter finns listade i Catalogue of Life.